# 上厚真站
上厚真站（日语：／ Kami-Atsuma eki */?）是位於北海道勇拂郡厚真村字上厚真（現時：厚真町） ，鐵道省的富內線車站（廢站）。隨著沼之端站至豐城站之間區間廢除，車站在1943年（昭和18年）11月1日廢除。
在1943年11月1日，鐵路線被國有化後，由於與日高本線並行而成為不要不急線，因此暫停服務，後來沒有重開。

## 歷史
- 1922年（大正11年）7月24日 - 舊北海道鑛業鐵道（日语：北海道鉄道 (2代)）金山線此站[1]。當時為一般車站。在啟用當時的車站名稱讀法為「かみあづま」[1]。
- 1924年（大正13年）3月3日 - 鐵路公司改名為北海道鐵道（第二代）。
- 日期不詳 - 在昭和10年代前，Ninaruka盛產木炭，此站與北松田站運送木灰[2]。
- 1943年（昭和18年）
  - 8月1日 - 戰時收購後被國有化，成為富內線車站。同時改名為靜川站。
  - 11月1日 - 車站暫停服務，後來沒有重開，實際已經廢站。

## 車站周邊
- 日本石油（日语：日本石油）輕舞石油礦（距離車站約8公里，曾經建設管道運送至此處。）[3]
- 上厚真尋常小學（1923年）[3]
- 周邊人口：1,700人（1923年）[3]

## 使用狀況
在1923年（大正12年）1月-12月的總上下車人次為5,688人（平均1日約16人）

## 相鄰車站
鐵道省
富內線
靜川－上厚真－入鹿別

## 注腳
1. 1 2  《官報》 1922年07月28日　鉄道省彙報 「地方鉄道運輸開始」 （页面存档备份，存于）（日語）（國立國會圖書館數碼化收藏）
2. ↑  苫小牧市史 下卷 p1855
3. 1 2 3 4  「北海道案内」高橋理一郎編 地方振興事績調査会出版 1924年（大正13年）発行 （页面存档备份，存于）（日語）（國立國會圖書館數碼化收藏）

## 外部連結
- 1944年（廃止1年後）拍攝航空相片（國土地理院 地圖、航空相片參閱服務）。